# Racquetball na World Games 2013
Zawody racquetball podczas World Games 2013 odbyły się w dniach 26 - 28 lipca w Cali, w Kolumbii.

## Uczestnicy
| - Argentyna - Boliwia - Chile - Dominikana - Japonia - Kanada - Gwatemala | - Kolumbia - Korea Południowa - Kostaryka - Meksyk - Stany Zjednoczone - Wenezuela |

## Medaliści
| Konkurencja      | Złoto          | Srebro         | Brąz           |
| Konkurs mężczyzn | Polo Gutierrez | Gilberto Mejia | Rocky Carson   |
| Konkurs kobiet   | Paola Longoria | Cristina Amaya | Rhonda Rajsich |

## Klasyfikacja medalowa
| Nr | Państwo           | Złoto | Srebro | Brąz | Razem |
| 1  | Meksyk            | 2     | 1      | 0    | 3     |
| 2  | Kolumbia          | 0     | 1      | 0    | 1     |
| 3  | Stany Zjednoczone | 0     | 0      | 2    | 2     |